# Marea Pată Roșie

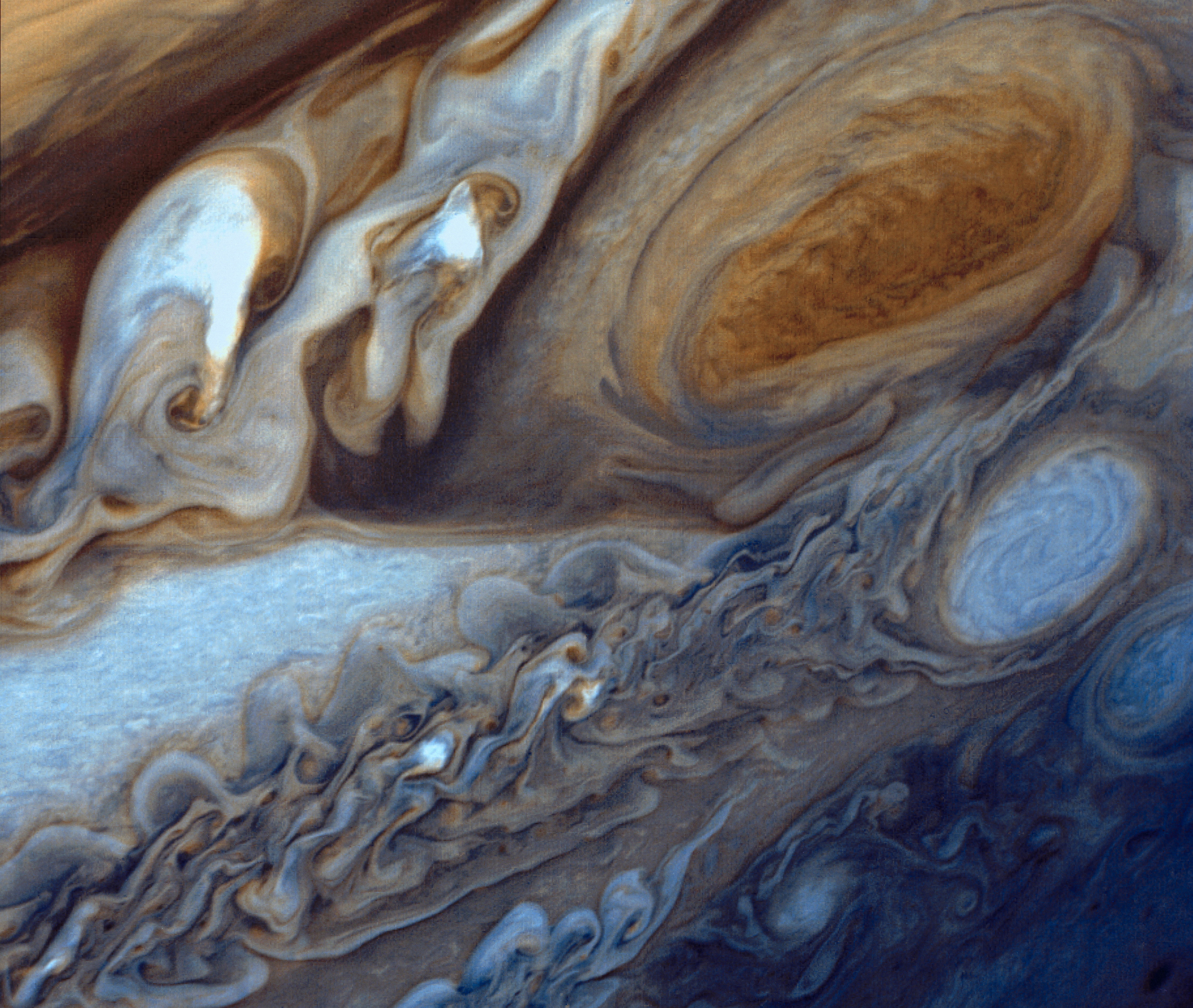
O imagine în culori false a Marii Pete Roșii de pe Jupiter realizată de Voyager 1. Furtuna ovală albă aflată direct sub Marea Pată Roșie are aproximativ același diametru ca și Pământul. Imagine NASA.

Marea Pată Roșie este o furtună anticiclonică persistentă de pe planeta Jupiter, aflată la 22° sud de ecuator, care durează de cel puțin 186 de ani sau chiar de până la 351 de ani sau mai mult.
Furtuni ca aceasta sunt destul de frecvente în cadrul atmosferelor turbulente ale giganților gazoși. Înainte de misiunile Voyager, astronomii nu știau multe despre natura Petei Roșii. Mulți credeau că este o trăsătură lichidă ori solidă a suprafeței lui Jupiter.

## Istoria observațiilor

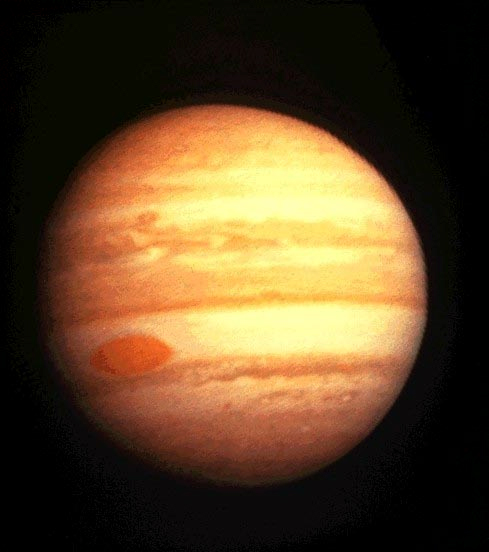
Imagine a lui Jupiter realizată de Pioneer 10 în 1974, arată o pată cu aspect mai solid decât cele văzute de Voyager 1 în 1979

Marea Pată Roșie (MPR) pare la prima vedere a fi extrem de stabilă, și cele mai multe surse sunt de acord că aceasta a fost permanent observată timp de 300 de ani. Cu toate acestea, situația este mult mai complexă decât atât, pata actuală fiind văzută pentru prima oară doar după 1830 și bine studiată numai după o apariție mai proeminentă în 1879. Perioada studierii actuale a petei, după 1830, este separată de o perioadă lungă de timp de descoperirea ei în secolul al XVII-lea; nu se știe dacă pata inițială s-a disipat și apoi s-a format din nou, dacă doar s-a estompat, sau dacă puri și simplu înregistrările observațiilorsunt incomplete.
De exemplu, prima sa apariție este deseori creditată lui Robert Hooke, care a descris o pată pe planetă în mai 1664; cu toate acestea, este probabil ca pata lui Hooke să fi fost pe cu totul altă centură (Centura Nord-Ecuatorială, spre deosebire de actuala Mare Pată Roșie care se află pe Centura Sud-Ecuatorială). Mult mai convingătoare este descrierea lui Giovanni Cassini a unei „pete permanente” în anul următor. Cu fluctuații în vizibilitate, pata lui Cassini a fost observată între 1665 și 1713; cu toate acestea, cei 118 ani de decalaj între observații fac ca identitatea dintre cele două pete să nu fie concludentă, iar istoria mai scurtă a observațiilor vechii pete, precum și mișcarea mai lentă decât cea modernă fac ca identitatea între cele două să fie puțin probabilă.
Un mister minor se referă la o pată a lui Jupiter ilustrată pe o pictură de Donato Creti⁠(d) din 1711, expusă la Vatican. Parte a unei serii de ilustrații în care diferite corpuri cerești (amplificate) slujesc drept decoruri pentru diverse scene italiene, toate supravegheate de către astronomul Eustachio Manfredi⁠(d) pentru precizie, pictura lui Creti este în primul rând cunoscută pentru că reprezintă MPR ca fiind roșie. Nicio caracteristică a lui Jupiter nu a fost descrisă oficial ca fiind roșie înainte de sfârșitul anilor 1800.

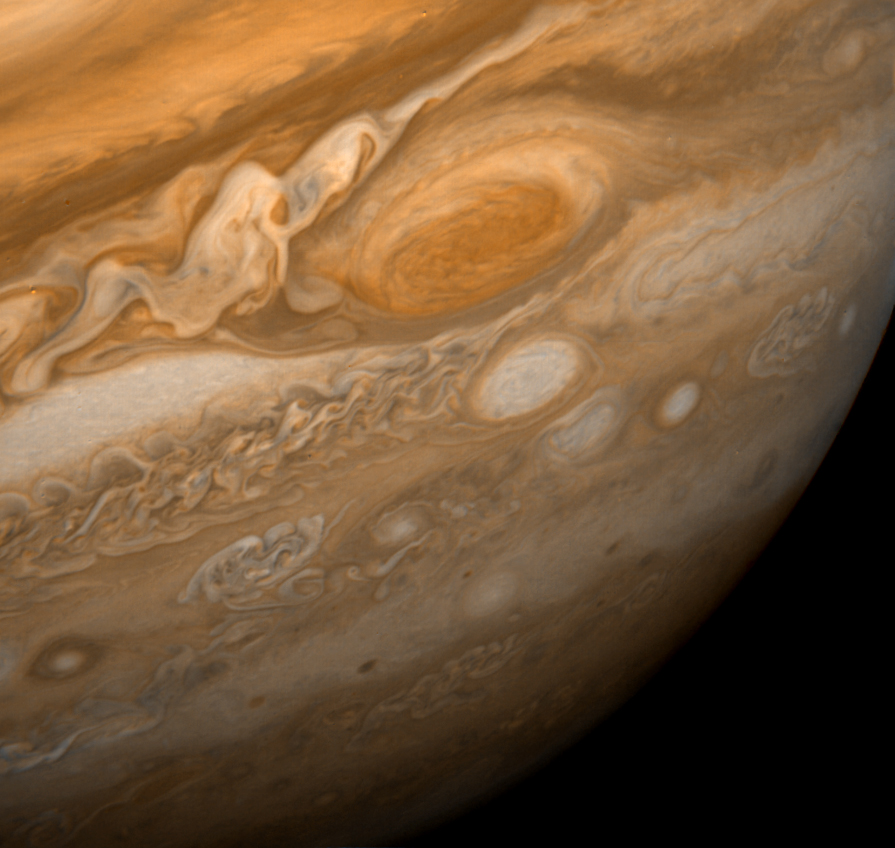
O vedere de ansamblu a lui Jupiter și a Marii Pete Roșii văzută de Voyager 1 în 1979

La 25 februarie 1979, când sonda Voyager 1 se afla la 9,2 milioane km de Jupiter, ea a transmis primele imagini detaliate ale Marii Pete Roșii înapoi la Pământ. Se vedeau detalii ale norilor până la dimensiunea de 160 km. Modelul colorat, ondulat al norilor vizibil la stânga (vest) față de Pata Roșie este o regiune cu o mișcare ondulatorie extraordinar de complexă și variabilă.

Secvența de cadre animate la apropierea lui Voyager 1 de Jupiter arată mișcarea benzilor atmosferice și circulația Marii Pete Roșii. Imagine 'NASA.

La începutul anului 2004, Marea Pată Roșie avea aproximativ jumătate din dimensiunea longitudinală avută în urmă cu un secol, când a ajuns la o dimensiune de 40.000 de km. La rata actuală de reducere, ea ar deveni circulară până în 2040, deși acest lucru este puțin probabil din cauza efectul de distorsiune al curenților vecini. Nu se știe cât timp va mai dura pata, sau dacă modificarea este rezultatul unor fluctuații normale.
O pată mai mică, denumită Oval BA, formată recent (martie 2000) din fuziunea a trei ovale albe, a căpătat o culoare roșiatică. Astronomii au botezat-o Mica Pată Roșie sau Roșu, Jr. La 5 iunie 2006, Marea Pată Roșie și Oval BA păreau tindă la a converge. Furtunile trec una pe lângă alta la fiecare doi ani, dar trecerile din 2002 și 2004 nu au produs nimic interesant. Amy Simon-Miller, de la Goddard Space Flight Center, a prezis că furtunile vor avea cea mai apropiată trecere pe 4 iulie 2006. Simon Miller lucra cu Imke de Pater și Phil Marcus de la UC Berkeley, și o echipă de astronomi profesioniști din luna aprilie a acelui an, studiind furtunile cu ajutorul Telescopului Spațial Hubble. La 20 iulie, cele două furtuni au fost fotografiate când au trecut una pe lângă alta de Observatorul Gemini⁠(d) fără a converge.
În mai 2008, o a treia furtună s-a înroșit.
Marea Pată Roșie nu trebuie confundată cu Marea Pată Întunecată, o caracteristică observată în apropierea polului nord al lui Jupiter în anul 2000 de nava spațială Cassini–Huygens. O altă caracteristică a atmosferei lui Neptun se numește și ea Marea Pată Întunecată. Cea din urmă caracteristică a fost fotografiată de către Voyager 2 în 1989, și poate să fi fost un gol atmosferic mai degrabă decât o furtună și nu a mai fost prezentă din 1994 (deși una similară a apărut mai la nord).

## Structura

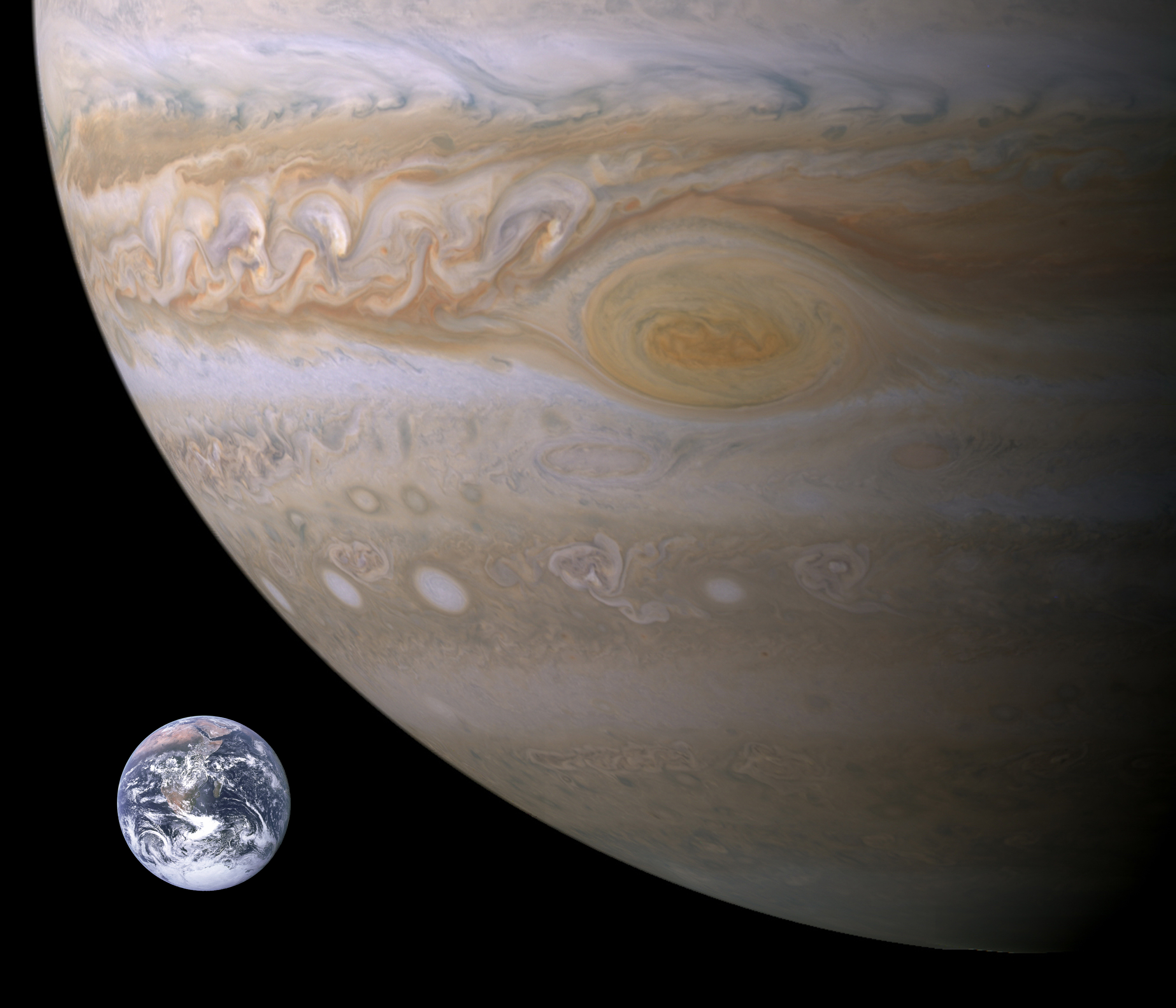
Comparație aproximativă a dimensiunilor Pământului și Marii Pete Roșii.

Obiectul oval se rotește în sens trigonometric, cu o perioadă de aproximativ șase zile terestre sau 14 zile pe Jupiter. Dimensiunile Marii Pete Roșii sunt 24–40.000 km de la vest la est și 12–14.000 km de la sud la nord. Este suficient de mare pentru a conține două sau trei planete de dimensiunea Pământului. Părțile superioare ale norilor acestei furtuni sunt cu aproximativ 8 km mai sus decât ale celor din jur.
Datele din infraroșu indică de mult timp că Marea Pată Roșie este mai rece (și, prin urmare, la altitudine mai mare) decât majoritatea celorlalți nori de pe planetă. Cu toate acestea, recentele măsurători în infraroșu ale părții superioare a atmosferei arată mult mai multă căldură deasupra MPR decât în restul planetei; „undele acustice” pornind de la furtună au fost propuse ca o explicație pentru temperatura de pe Jupiter.
Urmărirea atentă a caracteristicilor atmosferice a dezvăluit circulația în sens trigonometric a petei încă din 1966, observații dramatic confirmate de primele filme animații din imagini succesive realizate de zborurile Voyager. Pata este limitată la sud de un modest curent de tip jet stream⁠(d) îndreptat spre est și la nord de unul foarte puternic îndreptat spre vest. Deși vânturile din jurul marginii petei au maxim ~120 m/s (430 km/h), curenții din interior par să stagneze, cu puține fluzuri de intrare și ieșire. Perioada de rotație a petei s-a diminuat cu timpul, probabil ca rezultat direct al reducerii constante de dimensiune a acesteia.

Animație color a mișcării norilor pe Jupiter.

Latitudinea Marii Pete Roșii a fost stabilă pe durata de observație a înregistrărilor observaționale bune, de obicei variind cu aproximativ un grad. Longitudinea sa este însă supusă unor variații constante.
Pentru că Jupiter nu se rotește uniform la toate latitudinile, astronomii au definit
trei sisteme diferite pentru definirea longitudinii. Sistemul II este folosit pentru latitudini de mai mult de 10°, și a fost inițial bazat pe viteza medie de rotație a Marii Pete Roșii de 9h 55m 42s. În ciuda acestui fapt, cu toate acestea, pata a făcut cel puțin 10 tururi de planetă în Sistemul II de la începutul secolului al XIX-lea. Rata sa de drift s-a schimbat dramatic de-a lungul anilor și a fost legată de luminozitatea Centurii Sud-Ecuatoriale, și de prezența sau absența unei Perturbări Sud-Tropicale.
Nu se știe exact ce cauzează culoarea roșiatică a Marii Pete Roșii. Teoriile susținute de experimente de laborator presupun că ar putea fi cauzată de molecule organice complexe, fosfor roșu, sau de un alt compus de sulf, nu s-a ajuns încă la un consens.

O animație a Marii Pete Roșii

Marea Pată Roșie variază foarte mult în nuanță, de la aproape roșu-cărămiziu la somon-pal, sau chiar alb. De fapt, pata „dispare” uneori, devenind evidentă doar prin Golul Petei Roșii, cu nișa în Centura Sud-Ecuatorială (CSE). Interesant, vizibilitatea sa este aparent cuplată cu CSE; atunci când centura este de culoare alb-strălucitor, pata tinde să fie mai închisă, și atunci când este închisă, pata este, de obicei, mai deschisă. Aceste perioade când pata este întunecată sau deschisă apar la intervale neregulate de timp; până în anul 1997, timp de 50 de ani, pata a fost mai întunecată în perioadele 1961-1966, 1968-1975, 1989-1990, și 1992-1993.

## Mecanica
Când gazele fierbinți care cuprind atmosfera lui Jupiter se ridică de la nivelurile inferioare la niveluri mai ridicate, se formează și converg curenți turbionari. Cum gazele mai reci se lasă mai jos, forța Coriolis determină mișcarea vârtejului într-o regiune care ar putea fi de mulți kilometri în diametru. Aceste vârtejuri pot dura o lungă perioadă de timp, pentru că nu există nicio suprafață solidă cu care să dezvolte frecare și pentru că norii mai reci de deasupra curenților turbionari nu lasă energia să scape sub formă de radiații. Odată formați, acești curenți turbionari sunt liberi să se miște, fuzionează cu sau afectează comportamentul altor sisteme de din atmosferă. Este de presupus că acest mecanism a format Marea Pată Roșie. Conform acestei teorii, mulți curenți turbionari adiacenți sunt cuprinși și fuzionează cu pata, contribuind la energia furtunii și la longevitatea ei.